# 348
| [ Edytuj tabelę ] |                                              |
| Król Aksum        | - 320 Ezana 360                              |
| Władca Guptów     | - 330 Samudragupta 375                       |
| Władca Korei      | - 331 Kogugwŏn 371                           |
| Papież            | - 337 Juliusz I 352                          |
| Król Persji       | - 309 Szapur II 379                          |
| Cesarz Rzymu      | - 337 Konstancjusz II 361 - 337 Konstans 350 |

Rok 348 / CCCXLVIII
stulecia: III wiek ~
IV wiek ~
V wiek

lata: 338 «
343 «
344 «
345 «
346 «
347 «
348
» 349
» 350
» 351
» 352
» 353
» 358

## Wydarzenia
- 9 października – z obecnego terytorium Polski widoczne było całkowite zaćmienie Słońca[potrzebny przypis].

## Urodzili się
- Aurelius Prudentius Clemens, chrześcijański poeta (zm. po 405).

## Zmarli
- 1 lutego – Sewer z Rawenny, biskup.
- Fotudeng, mnich buddyjski.
- Spirydon z Tremituntu, biskup (ur. ≈270).